# Єлеопомазання

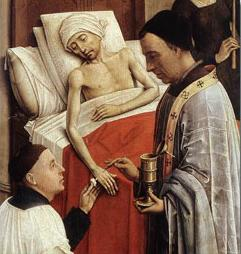
Помазання хворих, Рогір ван дер Вейден (1445)

Маслосвя́ття, собо́рування, маслосвя́чення, маслособорува́ння, оливопома́зання, єлеосвя́чення, останнє помаза́ння — одне з християнських таїнств, яке здійснюють сім священників (собор) або один, над важко хворою людиною з читанням певних молитов і помазанням освяченим маслом (єлеєм) лоба, щік, губ, грудей і рук. Психологічна роль обряду доволі негативна: хвора людина під його впливом може припинити боротьбу за життя, пройнятися думкою про неминучість смерті, втратити надію на одужання. 

## Особливості
Символізує зцілення тіла і душі людини. Згідно з ученням православної церкви маслосвяття нібито зцілює духовні й тілесні хвороби, які є наслідком гріхів. Здійснюють його над особами, старшими 7 років. Католицизм заперечує лікувальну роль маслосвяття, вважаючи його одним із останніх обрядів переходу людини у «вічне життя».
Таїнство маслосвяття в православній церкві спочатку здійснювали сім священиків. Вони запалювали свічки, читали сім молитов про одужання хворого, сім послань апостолів, сім віршів з Євангелія, потім сім разів мастили єлеєм хворого. Коли обряд здійснює один священик, то всеодно ситає сім прохань за хворого, сім молитов.

## Історія
Помазання хворих було звичайною практикою в багатьох цивілізаціях, в тому числі серед стародавніх греків і ранніх єврейських громад. Про використання олії з лікувальною метою згадується в працях Гіппократа.

## Католицизм
В католицькій церкві єлеопомазання називають як «Помазання хворих» (лат. Unctio Infirmorum). Згідно з кодексом канонічного права, ст. 998

| «Помазання хворих (Єлеопомазання), через яке Церква поручає вірних, котрих спіткала небезпечна недуга, страждаючому і прославленому Господу, щоб він підтримав і спас їх, звершується через помазання їх олією і проголошення слів, приписаних у літургійних книгах».Оригінальний текст (лат.) Unctio Infirmorum, qua Ecclesia fideles periculose aegrotantes Domino patienti et glorificato, ut eos allevet el salvet, commendat, confertur eos liniendo oleo atque verbo proferendo in liturgicis libris praescripta. |
| |

## Лютеранство
Єлеопомазання хворих зберігається в лютеранських церквах з часів Реформації. Хоча згадане таїнство не вважається рівноцінним хрещенню, сповіді і Євхаристії, однак значущість залишається на тому рівні, що і конфірмація, рукоположення й вінчання. 